# Filharmonisch Orkest van Wolgograd
Het Filharmonisch Orkest van Wolgograd is in 1987 opgericht artistiek directeur en chef-dirigent Edward Serov. Serov overleed in 2016. Hij werd tijdelijk opgevolgd door zijn zoon. Zijn opvolger is sinds 2017 Andreï Anikhanov.

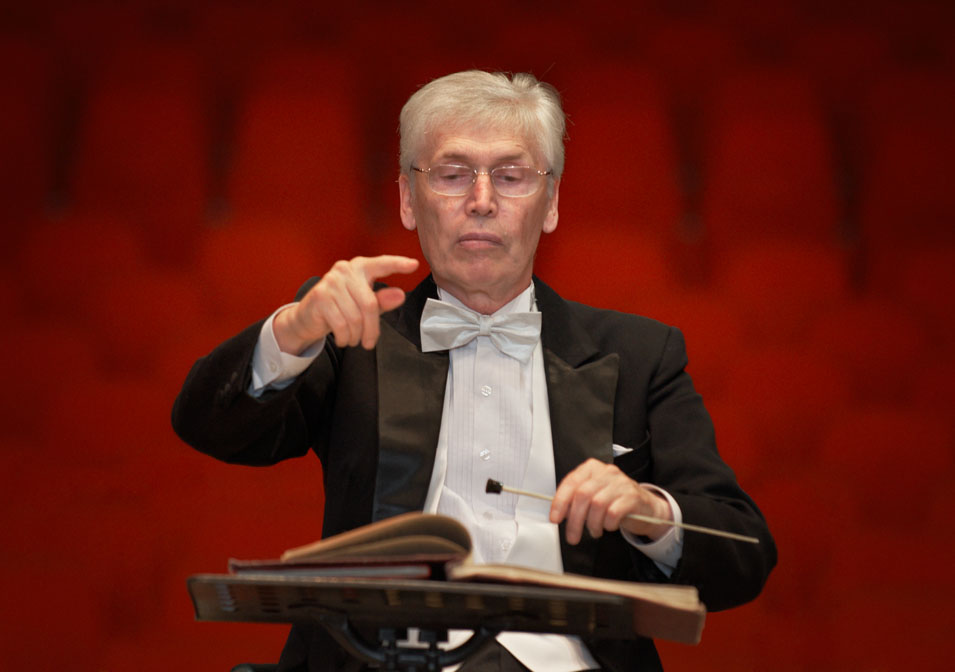
Edward Serov

In de korte tijd van zijn bestaan heeft het symfonieorkest een behoorlijk repertoire opgebouwd bestaande uit muziek van de 18e eeuw tot nu. Dat moderne muziek uit Rusland niet wordt vergeten is te danken aan zijn dirigent, een pleitbezorger van muziek van onder andere Boris Tsjaikovski en Boris Tisjtsjenko, componisten die lange tijd in het verdomhoekje zaten in de voormalige Sovjet-Unie door hun verbintenis met formalist Dmitri Sjostakovitsj, hun leraar. Het orkest heeft inmiddels ook veel Russische premières van moderne Westerse muziek op zijn naam staan; deze muziek was ook voor een hele periode not done in de Sovjet-Unie.